# Juri Wladimirowitsch Solowjow
Juri Wladimirowitsch Solowjow (russisch Юрий Владимирович Соловьёв; IPA: [ˈjuɾʲi vl̴ɐˈdʲimʲiɾəvʲiɕ sɐl̴ɐˈvʲjɔf] * 10. August 1940 in Leningrad; † 12. Januar 1977 in der Oblast Leningrad) war erster Solotänzer des Kirow-Balletts, Russland. Er war ein Zeitgenosse von Rudolf Nurejew und Mikhail Baryshnikov, außerdem Partner von Natalja Makarowa, Alla Sisowa und anderen.

## Karriere
Solowjow begann sein Ballett-Training mit neun Jahren und war für die letzten vier Jahre seiner Ausbildung Student von Boris Schawrow. Er war in derselben Abschlussklasse an der Waganowa-Akademie wie Rudolf Nurejew. Zuerst war er nur Mitglied des Corps de ballet, stieg aber schnell in den Rang eines Solisten auf. Er war Rudolf Nurejews Mitbewohner während der Tournee des Unternehmens nach Paris, als Nurejew in den Westen floh. Solowjow erhielt auch begeisterte Kritiken von den französischen und britischen Tanzkritikern. In späteren Jahren hatte Nurejew oft seine Bewunderung für Solowjows Tanztechnik zum Ausdruck gebracht, ihrer Rivalität zum Trotz.
Solowjow galt beim westlichen und sowjetischen Publikum wegen seiner Sprünge und seiner physischen Ähnlichkeit mit dem russischen Kosmonauten Juri Gagarin als „kosmischer Juri“. Er wurde wegen seiner Technik und besonders seiner Hebetechnik mit Vaslav Nijinsky verglichen. 1961 und 1964 tourte er mit dem Kirow Ballett in die USA und nach Europa. Seine bekanntesten Rollen waren die Drossel und der Prinz in Dornröschen und der Solor in La Bayadère. Er trat auch in neuen Balletten auf, darunter als Ikarus im gleichnamigen Ballett von Sergei Slonimsky, als „Gott“ in der „Schöpfung der Welt“ (beide in der Choreografie von Leonid Jacobson), als junger Mann in der Leningrader Symphonie und als Mann in Konstantin Sergejews Entferntem Planeten.
Während der Tournee in Amerika verletzte er sich eine Achillessehne, und sein linkes Bein hat sich nie völlig erholt. Wegen seines starken Pflichtgefühls und seinem Hang zum Perfektionismus war Solowjow nie mit seiner Aufführung zufrieden, weigerte sich aber, seine Performance zu  vereinfachen oder sich ganz vom Ballett zurückzuziehen.
1963 erhielt er den Nijinsky-Preis der Pariser Akademie des Tanzes. Er war ein Goldmedaillengewinner beim Pariser Internationalen Tanzwettbewerb im Jahr 1965 und wurde 1973 zum Volkskünstler der UdSSR ernannt. Trotz des erheblichen Drucks aus dem KGB – vor allem nach der Flucht von Nurejew – und von Seiten des Kirow-Managements trat Solowjow niemals der KPdSU bei.
Die letzte Inszenierung, an der er beteiligt war, war 1976 Leonid Lebedews Die Infantin mit Irina Kolpakova (* 1933) als Gast im Maly-Theater. Sein letzter Auftritt auf der Bühne war Romeo in Romeo und Julia, mit Kolpakova als Julia.
Am 12. Januar 1977 wurde er in der Nähe von Leningrad tot in seiner Datscha mit einer Wunde am Kopf aufgefunden, die von einer Schrotflinte verursacht war, und die er sich vermutlich selbst zugefügt hatte. Sein Tod schockierte seine Kollegen am Kirow. Er wurde von seiner Frau, der Ballerina Tatiana Legat und der gemeinsamen Tochter Jelena Solowjowa überlebt.

## Filme mit Juri Solowjow
Von Juri Solowjow gibt es eine ganze Reihe von Fernsehmitschnitten. Im Film spielte er in der Rolle des Prinz Désire in Sergejews Version des Dornröschen (1965). Er war das Thema eines Dokumentarfilms von Galina Mshanskaya, die Solowjows Frustrationen als jene eines Künstlers unter dem sowjetischen System veranschaulichte. Dies erfolgte in dem Porträt: „Ich bin es leid, in meinem Heimatland zu leben“ (1995), gezeigt in Lincoln Center sowie andere Filmfestivals in den Vereinigten Staaten.
| Personendaten    | Personendaten                                             |
| ---------------- | --------------------------------------------------------- |
| NAME             | Solowjow, Juri Wladimirowitsch                            |
| ALTERNATIVNAMEN  | Соловьёв, Юрий Владимирович; Soloviev, Yuri Vladimirovich |
| KURZBESCHREIBUNG | russischer Ballett-Tänzer                                 |
| GEBURTSDATUM     | 10. August 1940                                           |
| GEBURTSORT       | Leningrad                                                 |
| STERBEDATUM      | 12. Juli 1977                                             |
| STERBEORT        | Oblast Leningrad                                          |